# Poecilopsis maera
Poecilopsis maera är en fjärilsart som beskrevs av Harrison. Poecilopsis maera ingår i släktet Poecilopsis och familjen mätare. Inga underarter finns listade i Catalogue of Life.